# Macroglossum albigutta
Macroglossum albigutta là một loài bướm đêm thuộc họ Sphingidae, chi Macroglossum.

## Phụ loài
- Macroglossum albigutta albigutta
- Macroglossum albigutta floridense Rothschild & Jordan, 1903